# Region Durham

położenie regionu

Region Durham Durham Region – jednostka administracyjna kanadyjskiej prowincji Ontario leżąca w południowym Ontario. Powierzchnia regionu wynosi 2521,11 km². Populacja w 2021 wynosiła 696 992 osób.

## Podział administracyjny
Region tworzą następujące jednostki:
| Jednostka  | Typ           |
| ---------- | ------------- |
| Ajax       | miasto (town) |
| Brock      | township      |
| Clarington | gmina         |
| Oshawa     | miasto (city) |
| Pickering  | miasto (city) |
| Scugog     | township      |
| Uxbridge   | township      |
| Whitby     | miasto (town) |